# Дерахшани, Дорса
Дорса Дерахшани (англ. Dorsa Derakhshani, перс. درسا درخشانی‎, род. 15 апреля 1998 г. в Иране) — американская шахматистка иранского происхождения. С 2011 по 2015 год она выступала на соревнованиях в составе сборной Ирана, с сентября 2017 года выступает за США. В 2016 году ей были присвоены шахматные звания «гроссмейстер среди женщин» и «международный мастер».

## Биография
Дорса Дерахшани родилась в Тегеране 15 апреля 1998 года. В полтора года девочка начала читать, с двух лет играет в шахматы, с 6 лет начала учиться в шахматной школе.
С 2017 года Дерахшани учится в университете Сент-Луиса в США.
В июле 2019 года Дерахшани выступала на TedxTalk в Мюнхене (Германия). Она посоветовала аудитории «серьезно отнестись к своей свободе выбора» на TEDxYouth@München.

## Шахматная карьера
В возрасте 7 лет Дорса выиграла на иранском Национальном молодёжном турнире.
С 2011 по 2015 годы Дерахшани играла за шахматную сборную Ирана.
Дорса Дерахшани выиграла три золотые медали на молодёжных чемпионатах Азии по шахматам: среди девочек до 14 лет — в 2012 году, среди девочек до 16 лет — в 2013 и 2014 годах. Она играла за иранскую команду в женском дивизионе Кубка азиатских наций в 2012 и 2014 годах.
В 2016 году  Дерахшани занимала второе место в рейтинге шахматисток Ирана (первое место было у Сарасадат Хадемальшарьех).
В 2016 году Дерахшани стала тренером ФИДЕ, также она является аккредитованным журналистом ФИДЕ.

### Конфликт с Иранской шахматной федерацией
Руководители иранской сборной доказывали, что их больше заботит шарф, закрывающий мои волосы, чем мозг под ним.
— Д. Дерахшани. Цит. по: Кузнецова, 2020.
В 2014 году во время соревнований в Индии представители сборной Ирана критиковали Дерахшани за её манеру одеваться, в частности, за обтягивающие джинсы. На том турнире шахматистка выиграла три игры и вышла в финал.
Из-за гендерного давления одна из шахматных звёзд призвала ФИДЕ перенести чемпионат мира из Ирана в страну, где от женщин не требуют носить хиджаб.
В феврале 2017 года Дерахшани, будучи жителем Испании (на тот момент у неё был вид на жительство), сыграла на Фестивале шахмат в Гибралтаре (англ. Tradewise) в 2017 году. Иранская шахматная федерация (англ. Iranian Chess Federation) запретила Дерахшани играть за национальную сборную Ирана и участвовать в шахматных турнирах в Иране из соображений «национальных интересов» в ответ на то, что она была на турнире без хиджаба. Борна, 15-летний брат Дорсы, будучи мастером ФИДЕ, одновременно получил такой же запрет за игру с израильским гроссмейстером Александром Хусманом в первом раунде того же турнира. До этого момента Дорса Дерахшани в нескольких турнирах уже играла без хиджаба. 
Иранские СМИ назвали появление Дорсы на публике без платка на голове «политическим заявлением».
Решение иранских шахматных чиновников вызвало реакцию общественности и мировых СМИ.
На внимание СМИ Дерахшани дала единственное интервью для Chess.com, а в конце 2017 года она написала статью для The New York Times.
Дерахшани высказалась, что отсутствие платка было только поводом, а решение иранских шахматных чиновников было вызвано политическими мотивами, хотя сама она не никогда не делала политических заявлений и в турнире Гибралтаре участвовала за свои деньги, а Иранская шахматная федерация никакого отношения к этой её игре не имеет.

### Карьера в США
После запрета выступать от имени Ирана, Дерахшани поступила в университет Сент-Луиса, чтобы изучать биологию в предмедицинской программе и играть в шахматной команде университета. Это университет она выбрала благодаря сильной университетской команде шахматистов, в которой играют известные шахматисты, а тренер команды — Алехандро Рамирес. В результате Дерахшани с 2017 года играет в сборной США. Шахматная команда Сент-Луиса завоевала серебро в Панамериканском межвузовском чемпионате по шахматам 2017 года. Она играла в чемпионате США по шахматам среди женщин 2018 года. В 2019 году Дерахшани в командном зачёте завоевала бронзу на World Prestigious University Chess Invitational в китайском городе Тяньцзине, а в индивидуальном зачёте заняла первое место на третьей доске турнира. В 2020 году она заняла третье место на чемпионате США среди женщин.

### Изменения рейтинга
| Графики недоступны из-за технических проблем. См. информацию на Фабрикаторе и на mediawiki.org. |

## В культуре
По одной из версий, Дорса Дерахшани является прототипом Бет Хармон в сериале Netflix «Ход королевы».